# Giustina Abbà
Giustina Abbà (Rovigno, 1903 – Rovigno, 24 settembre 1974) è stata una partigiana, antifascista e operaia italiana e jugoslava.

## Biografia

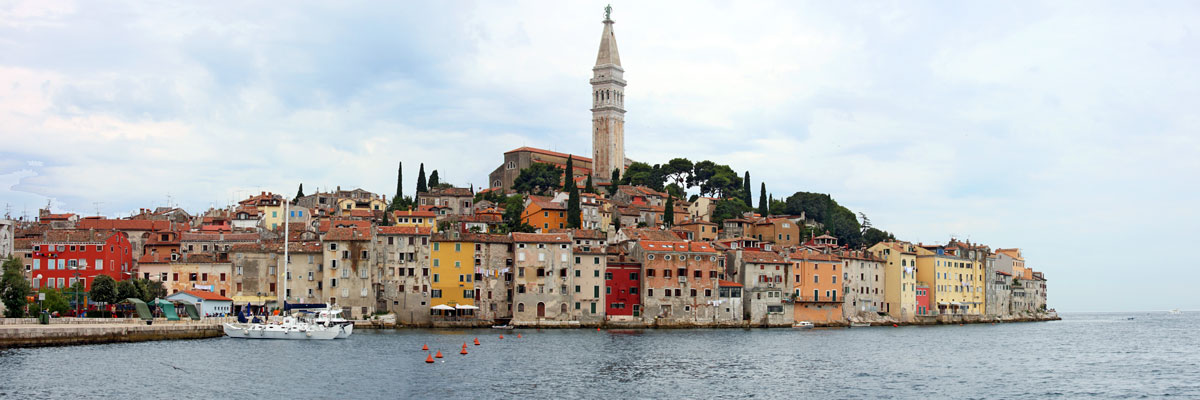
Rovigno, panorama

Istriana, femminista, operaia della manifattura dei tabacchi di Rovigno, fu la prima donna ad abbracciare la causa partigiana in Istria e ad entrare nel movimento partigiano dell'Istria insieme al padre e al figlio, nato dal matrimonio con il marito Giovanni. 
Nel 1942 la Abbà, che proprio quell'anno si era iscritta al partito comunista clandestino, organizzò con altre sue compagne di lavoro un riuscito sciopero "contro la fame e la guerra". La milizia fascista ed i carabinieri intervennero, reprimendo la manifestazione ed arrestando Giustina e le compagne che più si erano esposte. Rilasciata, la Abbà fu presto tra i fondatori del Movimento Popolare di Liberazione di Rovigno. Nel secondo dopoguerra fu attiva, sino alla morte, nel Fronte femminile antifascista di Rovigno. Suo figlio fu il primo comandante del battaglione "Budicin".  
Dopo la guerra l'Istria venne assegnata alla Jugoslavia, ma lei decise di rimanere a Rovigno. Conobbe anche le carceri titine e fino alla morte rimase attiva all'interno del Fronte femminile antifascista di Rovigno.